# 奥尔恰诺-皮萨诺
奥尔恰诺-皮萨诺（義大利語：Orciano Pisano），是意大利托斯卡纳大区比萨省的一个市镇。总面积11平方公里，人口617人，人口密度56.1人/平方公里（2009年）。ISTAT代码为050023。